# 3. Лига Њемачке у фудбалу
3. Лига је трећа професионална фудбалска лига у Њемачкој после Бундеслиге и 2. Бундеслиге, а изнад Регионалних лига. У такмичењу учествује 20 тимова.
Модерна 3. Лига формирана је за сезону 2008/09, замењујући Регионалну лигу, која је раније служила као трећи ранг. У Немачкој је 3. Лига такође највиша дивизија у којој резервни тим клуба може да игра.